# Karbonilna grupa
U organskoj hemiji, karbonilna grupa je familija funkcionalnih grupa koje se sastoje od ugljenikovog atoma dvostruko-vezanog za kiseonikov atom: C=O.
Termin karbonil se takođe može odnositi na ugljen-monoksid kao ligand u neorganskim ili organometalnim kompleksima (metalni karbonil, npr. nikl-tetrakarbonil).

## Karbonilna jedinjenja
Karbonilna grupa karakteriše sledeće tipove jedinjenja:
| Jedinjenje        | Aldehid  | Keton  | Karboksilna kiselina | Estar | Amid      | Enon               | Acil halid    | Acil anhidrid  |
| Struktura         | Aldehyde | Ketone | Carboxylic acid      | Ester | Amide     | Enone              | Acyl chloride | Acid anhydride |
| Generalna formula |          |        |                      |       | RCONR'R'' | RC(O)C(R')CR''R''' |               | ()2O           |

Drugi organski karbonili su ureja i karbamati, derivati acil hlorida: hloroformati i fosgen, karbonatni estri, tioestri, laktoni, laktami, hidroksamati, i izocijanati. Primeri neorganskih karbonilnih jedinjenja su ugljen-dioksid i karbonil-sulfid.
Specijalna grupa karbonilnih jedinjenja su 1,3-dikarbonil jedinjenja koja imaju kisele protone na centralnoj metilenskoj jedinici. Primeri su Meldrumska kiselina, dietil malonat i acetilaceton.

## Reaktivnost
Kiseonik je elektronegativniji od ugljenika, tako da odvlači elektronsku gustinu sa ugljenika čime povećava polarnost veze. Karbonilni ugljenik postaje elektrofilan, i stoga lakše reaguje sa nukleofilima. Isto tako, elektronegativni kiseonik može da reaguje sa elektrofilima; na primer sa protonom iz kiselog rastvora ili drugim Luisovim kiselinama.
Alfa vodonici karbonilnog jedinjenja su znatno kiseliji (~103 puta kiseliji) nego u vodonici tipične C-H veze. Na primer,  vrednosti acetaldehida i acetona su 16.7 i 19, respektivno. Karbonil je u tautomernoj rezonanci sa enolom. Deprotonacija enola jakom bazom proizvodi enolat, koji je snažan nukleofil i može da alkiluje elektrofile kao što su drugi karbonili.

## Dodatna literatura
- L.G. Wade, Jr (2002). Organic Chemistry (5th изд.). Prentice Hall. ISBN 978-0-13-033832-7.
- The Frostburg State University Chemistry Department. Organic Chemistry Help (2000).
- Advanced Chemistry Development, Inc. IUPAC Nomenclature of Organic Chemistry (1997).
- William Reusch. tara VirtualText of Organic Chemistry (2004).
- Purdue Chemistry Department  (retrieved Sep 2006). Includes water solubility data.
- William Reusch. (2004) Aldehydes and Ketones Архивирано на веб-сајту  (30. април 2010), Приступљено 23. 5. 2005.
- ILPI. (2005) The MSDS Hyperglossary- Anhydride.}-